# Joachim Gragert
Joachim Gragert (* 9. April 1920 in Hamburg; † 30. September 1973 ebenda) war ein deutscher Gewerkschaftsfunktionär.

## Leben und Wirken
Der Vater von Joachim Gragert war ein reicher mittelständischer Unternehmer und Schrotthändler. Gragert absolvierte die mittlere Reife und ab 1937 eine kaufmännische Ausbildung in einem Reisebüro in seiner Geburtsstadt. Während der Zeit des Nationalsozialismus konnte sich der als unabhängig und unangepasst geltende Gragert vom Einfluss nationalsozialistischer Jugendgruppen fernhalten. Er trat 1935 in die Bündische Jugend ein und wirkte anschließend im Untergrund für die verbotene SPD. Nach der Reichskristallnacht geriet Gragert aufgrund der Vorbereitung zum Hochverrat und des Verstoßes gegen das Heimtückegesetz in Haft. Ab November 1938 verbrachte er aus diesen Gründen sechs Monate im Polizeigefängnis Fuhlsbüttel. Anschließend arbeitete er als kaufmännischer Angestellter im väterlichen Unternehmen. Während des Zweiten Weltkrieges wurde er 1940 zum Kriegsdienst herangezogen und später einer Bewährungseinheit zugewiesen, mit der er Partisanen in Jugoslawien und Russland bekämpfte.
Nach Kriegsende leitete Gragert eine Varietétruppe. Danach arbeitete er als Kontrolleur in einem Versicherungsdepot und einer Sozialabteilung eines Komitees ehemaliger polnischer Gefangener. Im März 1946 wechselte er in den öffentlichen Dienst und war für die Jugend-, später für die Wirtschaftsbehörde in Hamburg-Altona tätig. Zuletzt leitete er das Wirtschafts- und Ordnungsamt in Altona. Gragert trat bei seinem Wechsel in den öffentlichen Dienst in die Hamburger Organisation der Gewerkschaft komba ein, die er ab 1955 leitete. Ab 1961 fungierte er auch als Vorsitzender der Hamburger Landesgruppe des DBB. Um diese Aufgabe wahrnehmen zu können, beurlaubte der Hamburger Senat Gragert 1967. Der DBB zahlte fortan sein Gehalt als Ausgleich für die entfallenen Bezüge aus öffentlicher Hand.
Gragert galt als kämpferischer Gewerkschafter, der sich öffentlich scharf und deutlich äußerte. Nachdem der Hamburger Senat 1964 den „Ostreiseerlass“ beschlossen hatte, der öffentlich Beschäftigten Reisen in die DDR und andere Ostblockstaaten verbot, sprach sich Gragert, der dies als unvereinbar mit der gesetzlich zugesicherten Freizügigkeit ansah, energisch dagegen aus. Er setzte sich mit großem persönlichen Einsatz für verfassungsgerechte Regelungen im Personalvertretungsrecht ein und nannte 1972 Bestimmungen, bei denen die Verantwortlichkeit der Exekutive nicht klar zu erkennen waren, einen „Bastard der Mitbestimmung“. 1972 gehörte Gragert zu den Gründungsmitgliedern der Deutsch-Polnischen Gesellschaft Hamburg.
Gragert, der ab 1966 schwerwiegende gesundheitliche Probleme hatte und sich aus diesem Grund wiederholt, jedoch ohne Besserung, zur Kur aufhielt, starb im September 1973 in seiner Geburtsstadt.